# Delias schuppi
Delias schuppi är en fjärilsart som beskrevs av Talbot 1928. Delias schuppi ingår i släktet Delias och familjen vitfjärilar. Inga underarter finns listade i Catalogue of Life.